# Fleurus
Fleurus é uma cidade e um município da Bélgica localizado no distíncia de Hainaut, região da Valônia.